# Congress Heights (metropolitana di Washington)
Congress Heights è una stazione della metropolitana di Washington, situata sulla linea verde. Si trova nell'omonimo quartiere
È stata inaugurata il 13 gennaio 2001, contestualmente all'apertura del tratto Anacostia-Branch Avenue.
La stazione è servita da autobus del sistema Metrobus (anch'esso gestito dalla WMATA).